# NRG Stadium
NRG Stadium er et stadion i Houston i Texas, USA, der er hjemmebane for NFL-klubben Houston Texans. Stadionet har plads til 71.500 tilskuere. Det blev indviet 24. august 2002, i forbindelse med at Texans kom ind i ligaen. 
Den 1. februar 2004 var Reliant Stadium vært for Super Bowl XXXVIII, hvor New England Patriots efter en dramatisk kamp besejrede Carolina Panthers. 